# Ingeborg Carnatz
Ingeborg Carnatz war in den 1930er Jahren eine deutsche Tischtennisspielerin. Sie nahm zweimal an Weltmeisterschaften teil.

## Erfolge
Carnatz siegte bei den Internationalen Deutschen Meisterschaften 1929 im Einzel und im Mixed mit dem Schweden Valter Kolmodin. 1930 erreichte sie im Einzel das Endspiel. Mit Erika Metzger gewann sie den Doppelwettbewerb bei den Internationalen Tschechischen Meisterschaften 1929.
1929 und 1930 trat sie bei Weltmeisterschaften in den Individualwettbewerben an. Ihr größter Erfolg war Platz drei 1930 im Mixed mit Sándor Glancz (Ungarn). 1930 erreichte sie im Einzel das Achtelfinale.
Bei der WM 1929 in Budapest unterlag sie jeweils in der ersten Runde im Einzel Gertrude Wildam (Österreich), im Doppel mit Marie Masáková (CSSR) den Ungarinnen Magda Gál/Ilona Zador und im  Mixed mit Munio Pillinger (Österreich) dem ungarischen Paar Zoltán Mechlovits/Mária Mednyánszky. In Berlin schied sie 1930 im Einzel nach Freilos gegen Josefine Kolbe (Österreich) aus. Auch das Doppel mit Kuhlmann (Deutschland) überstand die erste Runde nicht. Das Mixed Sándor Glancz (Ungarn) besiegte zunächst Carl-Eric Bülow/Werner Deutelmoser (Schweden/Deutschland). Nach weiteren zwei Siegen unterlag es im Halbfinale gegen István Kelen/Anna Sipos (Ungarn).
In der deutschen Rangliste belegte sie 1930 und 1931 Platz zwei. Um 1930 spielte sie beim Verein SC Westend Berlin.

## Privat
Carnatz lebte in Berlin.

## Turnierergebnisse
| Verband | Veranstaltung     | Jahr | Ort      | Land | Einzel    | Doppel    | Mixed      | Team |
| ------- | ----------------- | ---- | -------- | ---- | --------- | --------- | ---------- | ---- |
| GER     | Weltmeisterschaft | 1930 | Berlin   | FRG  | letzte 16 | letzte 16 | Halbfinale |      |
| GER     | Weltmeisterschaft | 1929 | Budapest | HUN  | letzte 32 | letzte 16 | letzte 32  |      |